# Бучиниш
 Тази статия е за тревистото растение.  За хорото вижте Бучимиш.  
Петнист бучиниш, познат още като бардаран, цвилуга, дива мерудия или цволика (Conium maculatum) е отровно тревисто едногодишно или двугодишно растение от семейство Сенникови (Umbilliferae), подсемейство Целинови (Apiaceae). Включено е в списъка на лечебните растения съгласно Закона за лечебните растения.
Бучинишът е много отровно растение. Всъщност всички негови части са токсични. Най-отровен е през ранните етапи на растеж през пролетта, но е опасен на всички етапи от развитието си. Установено е наличие на до 2% пиперидинови алкалоиди – кониин,N-метилкониин, гама-коницеин, конхидрин, псевдоконхидрин, конхидринон, N-метилпсевдоконхидрин, 2-метилпиперидин и др, които са летливи и при изсушаване на растенията количеството им намалява. При застаряване на растението съдържанието на алкалоидите в листата силно намалява, но тогава алкалоидите се натрупват в плодовете. Поглъщането на 6 до 8 свежи листа от възрастен човек е смъртоносно. Човешките смъртни случаи са настъпили от събирането на растението и консумирането на корените му като диви моркови или пащърнак. Случайни отравяния са настъпили и когато хората приемат листата му за магданозови или семената му за анасонови и ги консумират.
Смята се, че Conium maculatum е растението, с което са убити Терамен, Сократ и Фокион. В Древна Гърция бучинишът е бил използван за отравяне на осъдени затворници. Сократ, най-известната жертва на отравяне с бучиниш, е бил обвинен в нечестие и развращаване на младите мъже от Атина през 399 г. пр. Хр.

## Устройство
Бучинишът е цъфтящо растение, което расте до 1,5 – 2,5 метра височина, с гладко, тръбовидно, зелено, кухо стебло, обикновено петнисто или на ивици, червено или пурпурно в долната си половина. Всички части на растението са без власинки. Листата са от две до четири, перести, фино разделени, сякаш дантелени, като цяло са с триъгълна форма, дълги до 50 см и широки до 40 см. Цветът на отровния бучиниш е малък и бял, с големина от 7,6 см в диаметър (появява се в началото на лятото). Цветовете са свободно групирани в съцветия лъчисти сенници, като всяко разполага с пет венчелистчета. Плодовете са набраздени и сплескани и всеки плод съдържа две семена. Видът се възпроизвежда чрез семената. Цъфти през месеците май – август. 

## Произход и разпространение
Бучинишът произхожда от Европа, Западна Азия и Северна Африка и е широко натурализиран на места извън родния си ареал, като части от Северна и Южна Америка и Австралия. Въведен е в Северна Америка като декоративно растение. Расте при различни почвени и климатични условия. Вирее в сенчести и каменисти места, покрай огради и мочурища. Въведен е и е натурализиран в много други области, включително Азия и Нова Зеландия. Растението често се открива в слабо дренирана почва, особено в близост до потоци, канавки и други водни повърхности. Появява се и по протежение на крайпътни зони, ръбове на обработваеми полета и зони за отпадъци, изоставени строителни площадки, пасища, където може да се обърка с безвредните растения. Счита се за инвазивен вид в 12 американски щата.

## Използваема част
Употребяват се надземните части на билката, които са силно токсични.

## Лечебни свойства и приложение
Въпреки сериозните опасения за безопасността, листата от бучиниша, коренът и семената му се използват за производство на лекарства. Употребява се още при проблеми с дишането, включително бронхит, коклюш и астма, при болезнени състояния, включително такива на зъбобол при деца, болезнени стави и спазми. Предписва се и при тревожност и мании. Други приложения включват лечение на спазми, тумори, кожни инфекции, епилепсия, болест на Паркинсон, хорея на Сиденхам и инфекции на пикочния мехур.

### Приложение на бучиниша
- неврастении;
- мигрена;
- виене на свят;
- гуша;
- парализи;
- слаба памет;
- главоболие;
- безсъние;
- шум в ушите;
- безпокойство;
- мускулни спазми;
- маниакални разстройства;
- бронхит;

- коклюш;
- астма и др.

### Начин на употреба
- бани при ревматизъм;
- компреси при втвърдени гръдни жлези;
- при натъртено и изкълчено.

## Симптоми на отравяне с бучиниш
Общите симптоми на отравяне с бучиниш са ефекти върху нервната система (стимулиране, последвано от парализа на моторни нервни окончания и по-късно депресия), повръщане, треперене, проблеми в движението, забавен и слаб, а по-късно бърз пулс, бързо дишане, слюноотделяне, уриниране, гадене, гърчове, кома и смърт.
Отравянето с бучиниш е сравнително рядко, въпреки че честотата варира в различните региони по света. То е по-често срещано в европейските и особено в средиземноморските страни. По-голямата част от пациентите са възрастни мъже над 38-годишна възраст. Клиничният ход на отравяне с бучиниш включва невротоксикоза, тремор, повръщане, мускулна парализа, респираторна парализа, рабдомиолиза и остра бъбречна недостатъчност. Терапевтичното лечение се фокусира върху намаляване на абсорбцията, внимателно наблюдение за усложнения и поддържаща терапия (особено за дишането). Острата поява е тежка и животозастрашаваща, но процентът на преживяемост е висок, ако лечението се предостави своевременно. Възстановяването е бързо, обикновено отнема само няколко дни.

## ВНИМАНИЕ!
Тази билка е силно токсична и не е желателно да се ползва без лекарско предписание!
Бучинишът е бил използван като антидот при отравяне със стрихнин.
Да не се използва като билка по време на бременност и кърмене.
Да се внимава децата да нямат контакт с растението. Наблюдавани са случаи на отравяне и смърт при консумацията на листа от тях или направата на свирки от стъблата му.